# Chesterfield Inlet

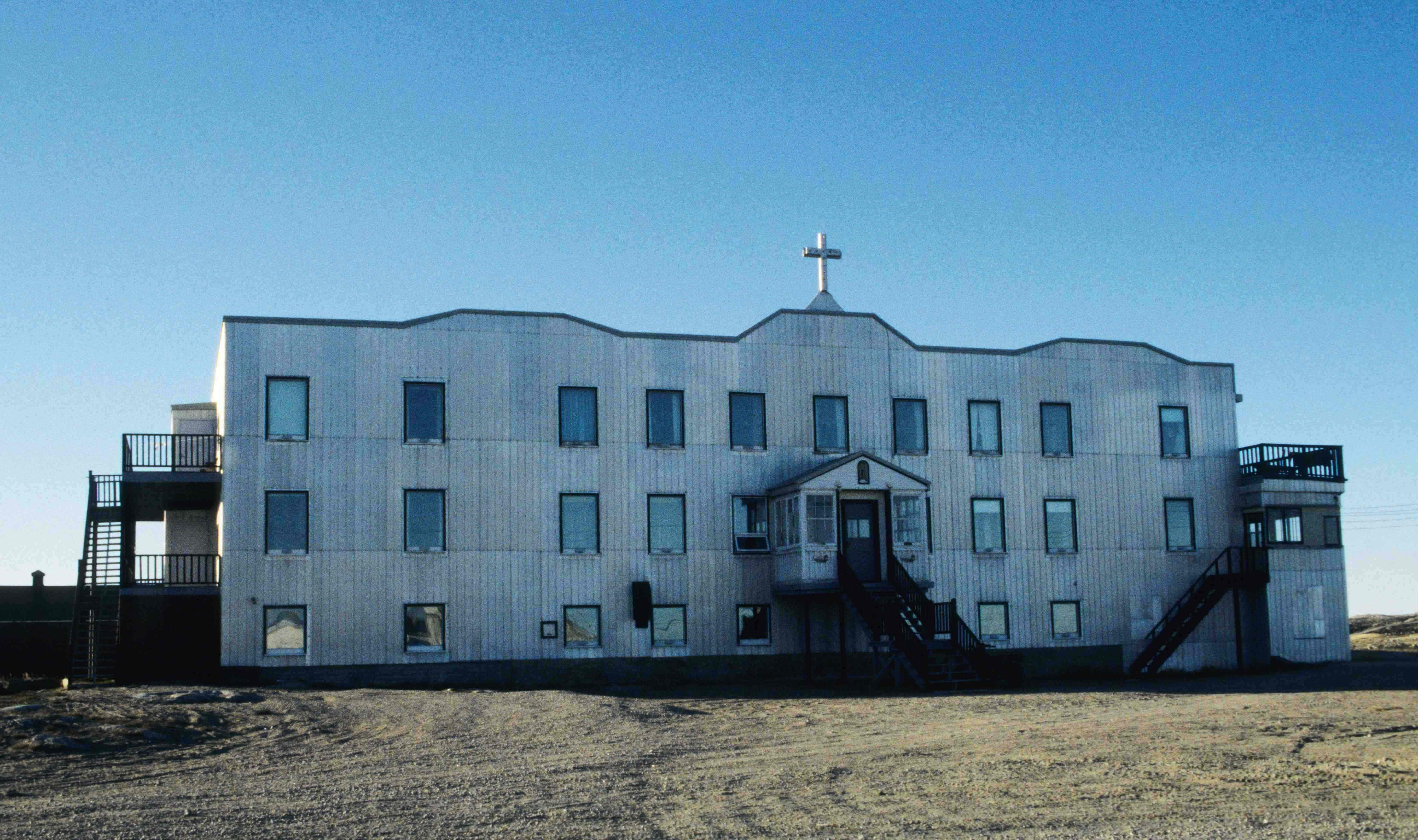
Chesterfield Inlets missionssjukhus, juni 1995.

Chesterfield Inlet, inuit Igluligaarjuk (ᐃᒡᓗᓕᒑᕐᔪᒃ), är ett samhälle beläget på stranden av Hudson Bay i Kivalliq i det kanadensiska territoriet Nunavut. Befolkningen uppgick år 2016 till 437 invånare. Chesterfield Inlet Airport ligger nära samhället.